# Druhá bitva u Summy
Druhá bitva u vesnice Summo (dnešní Soldatskoje) 11. února 1940 – 15. února 1940 byla významným vítězstvím sovětských invazních sil, ve které se Sovětům podařilo prolomit Mannerheimovu linii a mohli pak postupovat dále k Viipuri (dnešní Vyborg).

## Průběh bitvy
Armádní velitel Semjon Timošenko se rozhodl, že ofenziva bude zahájena 11. února 1940. Hlavní úder měla provést Mereckovova 7. armáda v pásmu Gorelenkova 50. střeleckého sboru a zaútočit v prostoru mezi městem Summa a jezerem Summa-järvi, přičemž v prvním sledu měli postupovat 100. a 123. střelecké divize. 100. divize měla prolomit finskou obranu u města Summa a dále postupovat po silnici na Viipuri až k městu Autio, zatímco 123. měla prolomit finskou obranu u jezera Summa-järvi na kótě 65,5 a postoupit až k městu Lähde a 50 střelecký sbor, 7. střelecká divize a 20. tanková brigáda měli proniknout do celé operační hloubky finské obrany.
V rozporu s původním plánem byl sovětský postup v pásmu 123. střelecké divize na východním břehu jezera Summa-järvi mnohem úspěšnější a Finové ztratili svá postavení na kótě 62,4 za cenu 700 padlých vojáků. Do večera 11. února pronikla 123. střelecká divize 1200 m do hloubky finského obranného pásma, zničila 8 finských pevnůstek a 24 kulometných hnízd, přičemž pěchota společně s tanky překonala několik pásem zátarasů, protitankových překážek a příkopů.
Časně ráno 12. února pokračovala 123. divize v postupu ve směru na město Lähde. Na rozdíl od předchozího dne však již před sebou neměla dezorientované Finy a pouze díky masivní dělostřelecké podpoře a spolupráci tanků se jí podařilo postoupit o 600 m, zničila dvě finské pevnůstky, pět kulometných hnízd a postoupila po břehu jezera asi o jeden kilometr na severovýchod.
Ráno 13. února pokračovala 123. divize v útoku, tentokrát za podpory veškerých sborových záloh, které vyčlenil velitel 7. armády a díky tomu se jí podařilo překonat poslední finskou opevněnou linii a dosáhla průlomu do celé hloubky finské obrany v šířce 4 km. Po nasazení dalších záloh se tento průlom proměnil v operační obchvat celé finské armády na Karelské šíji.
Finská obrana nedisponovala žádnými adekvátními prostředky k zastavení úderu a ustoupila, ale vzápětí se pokusila zarazit nepřátelský nápor na rezervních pozicích. Sověti se ubránili pouze nasazením veškerého dostupného dělostřelectva a Finové se museli vrátit do původních pozic. Tato finská akce ale zastavila obchvatný manévr 7. střelecké divize a znemožnila čelní útok 100. střelecké divize. Časně ráno 14. února vyrazila 84. motorizovaná divize po silnice Bobošino-Lähde směrem na sever, kde se dostala do zácpy se zásobovacími vozy 123. střelecké divize a její postup se zastavil.
Vzhledem k těmto potížím zahájila 84. motorizovaná divize svůj postup teprve ráno 15. února proti železniční stanici Leipäsuo. Bitva o město Lähde začala odpoledne téhož dne a do večera byl střed města v sovětských rukou. Patnáctý únorový den uspěly i jednotky 100. střelecké divize, které se večer 15. února zmocnily města Summa.
Krok za krokem se pak sovětské jednotky probíjely s obrovskými ztrátami vpřed přes nepočetné elitní finské jednotky přivolané z Laponska. Finové pak již neměli kam ustupovat, protože by tím umožnili dobytí Viipuri a obklíčení všech finských ozbrojených sil bojujících na Karelské šíji.